# Edsbruk
Edsbruk är en tätort och ett före detta brukssamhälle i norra delen av Västerviks kommun och kyrkby i Västra Eds socken i Kalmar län. Samhället är till stor del uppbyggt runt en före detta fabrik som producerade pappersmassa men som under en tid har varit nerlagd och lämnad för att förfalla.

## Historia
Mycket talar för att vid Edsbruk gick en forntida segelled via Uknadalens sjösystem och Syrsan som knöt ihop trakterna runt Linköping med Östersjön.
Första gången Ed (Edh) förekommer är 1313. Ed betyder "kort övergång", det vill säga mellan Edsån och Storsjön. Östersjön går in i den djupa havsviken Syrsan vid orten Helgenäs, där ansluter Edsån som vid Ed (Edsbruk) har en nivåskillnad på ca 10 meter på vägen över till Storsjön i riktning längs sjösystemen mot Linköping).
Ortens namn ändrades från Ed till Eds bruk efter järnbruket som etablerades 1670. Senare delen av 1800-talet fick Eds bruk en egen poststation med postadressen Edsbruk sammanskrivet för att inte postorten skulle förväxlas med Ed i västra Sverige. Sedermera har det av hävd blivit så att bolaget oftast skrivs "Eds bruk", medan om man avser orten sammanskriver man Edsbruk.
År 1620 fick Ed rättigheter som lydköping under Västerviks stad. Köpingsverksamheten hade dock upphört vid mitten av 1800-talet.
Ed hade under många år en aktiv marknad, den så kallade Edsmarrken, en marknad som hölls intill Västra Eds kyrka. Den flyttades på 1840-talet till Helgenäs på grund av störande superi och slagsmål.

### Bruket

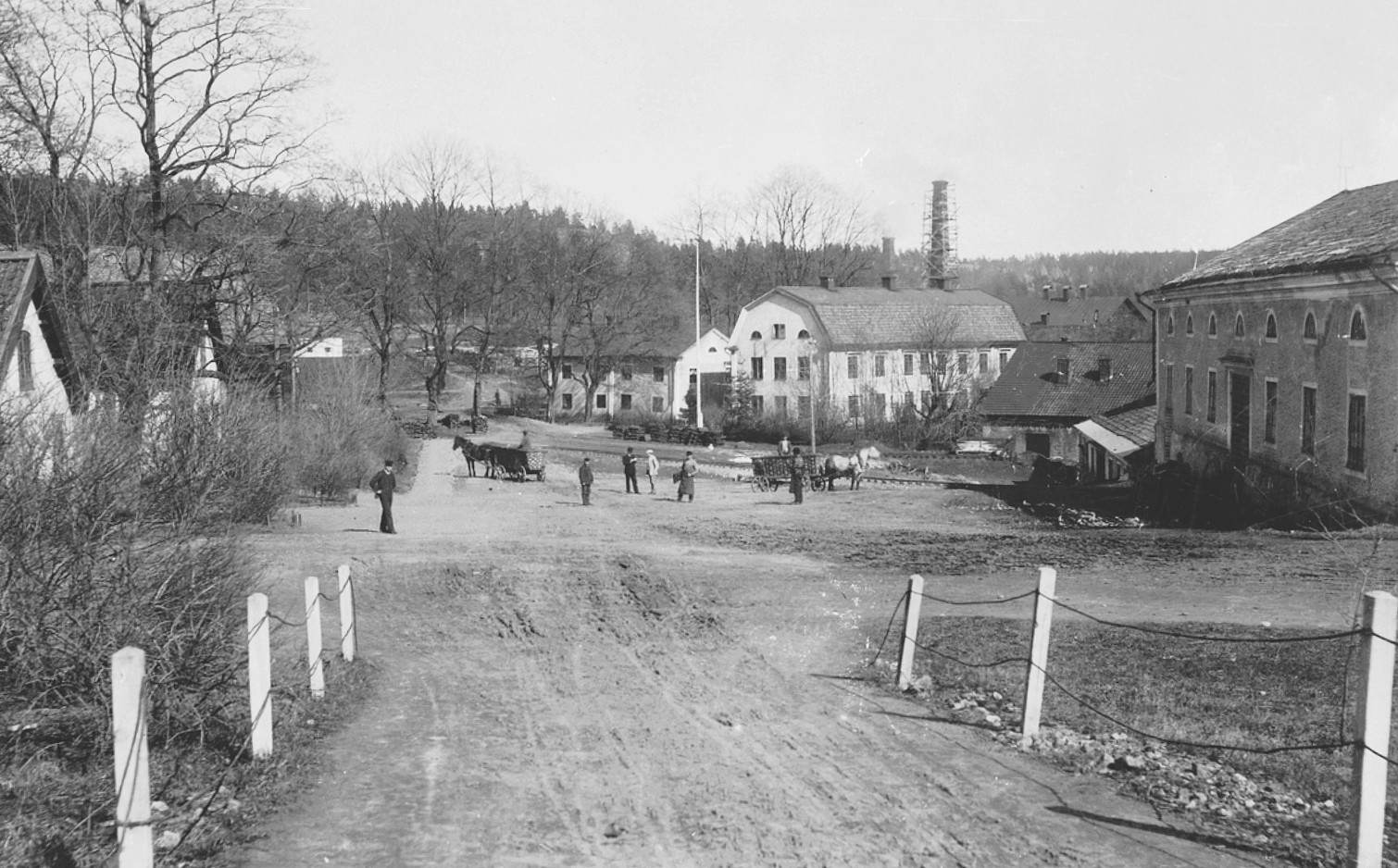
Eds bruk på 1880-talet. Rakt fram syns arbetarlängan och till höger rosteriet.

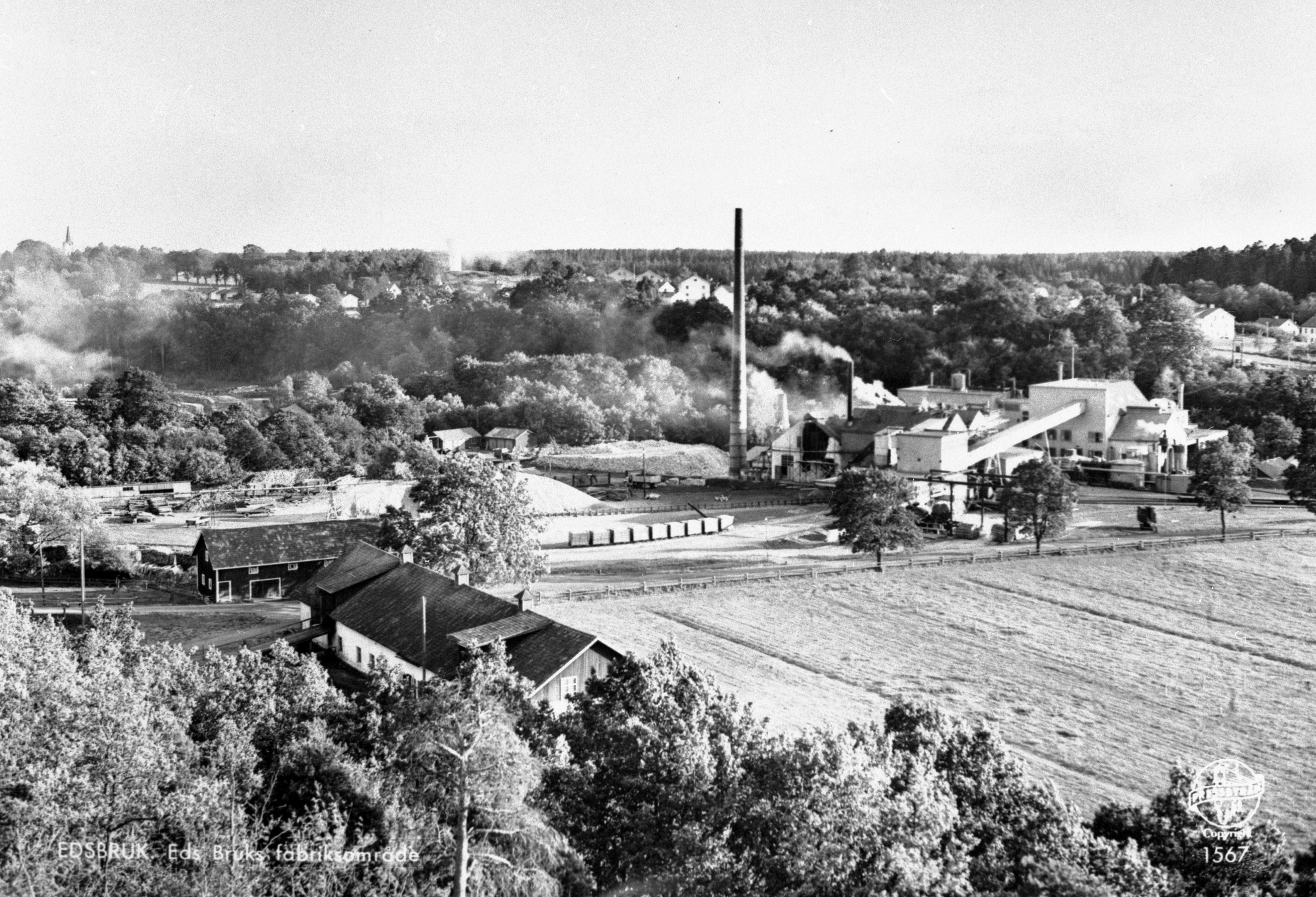
Edsbruks cellulosafabrik, 1940-tal.

Eds bruk anlades av brukspatron Abraham Parment 1670, på mark som avstyckades från Eds Säteri, beläget cirka en kilometer norr om kyrkan. Främsta anledningen till att lägga bruket vid Ed var den stora tillgången på skog, samt att ån mellan Storsjön och Syrsan hade här tillräcklig fallhöjd för att driva två hamrar.
Under stora delar av 1700-talet hade Eds bruk svårigheter med kolleveranser och man stred om leveranserna med bland andra Överums Bruk, som vid denna tid var något mindre än Eds bruk. År 1808 utökade dåvarande ägaren brukspatronessan Sara Chr. Hultman med verkstäder, för ”utsmidande af Jern Manufactur”. Samma år uppfördes en ny knipphammare med två ässjor. Ett kungligt brev från 1830-talet visar att bruket då utgjordes av masugn, två stångjärnshamrar och fyra härdar.
Det årliga smidet uppgick då till 920 skeppspund, det vill säga 180 ton. År 1839 begärde ägaren, brukspatron Johan Nordenfalk, att få utöka bruket med ytterligare två hamrar och att öka stångjärnstillverkningen till 2500 skeppspund. 
Under åren 1853 till 1854 utökades Eds bruk med ”fyra spikhamrar vid tvenne stockar, samt en knipp- eller räckhammare med därtill hörande ässjor, allt inuti Eds förutvarande stångjärnssmedja”. Som bränsle använde man nu stenkol och sågspån. ”Lancashiretackjärn” tillverkades från 1857, dessförinnan dominerade gjuttackjärn, och det förekom mycket samarbete med Ankarsrums Bruk.
Mot slutet av 1800-talet hamnade järnbruken i Sverige i kris, varför ortens järnbruk kompletterades med några års överlappande av en cellulosafabrik. 1899 tystnade hamrarna och masugnen slocknade för alltid. Initiativtagare till cellulosafabriken var Alfred de Maré.
År 1991 lades dotterbolaget som bedrev cellulosaproduktion ner och ägandet av moderbolaget Eds bruk togs över av Henri Bergstrand som ny styrelseordförande och Mats Kjellquist som VD, och bolaget omstrukturerades till ett holdingbolag. Henri Bergstrand blev sedan ensamägare 2003.
Sedan 2013 bedriver Eds bruk alltjämt affärsverksamhet i form av fastighetsförvaltning (med konst och fika i gamla vattenkvarnen och investeringsverksamhet i Edsbruk, Helgenäs, samt mekanisk verkstad med rötter från Edsbruk i Gamleby och Överum.
År 1954 besökte Sveriges dåvarande kung Gustaf VI Adolf Edsbruk. Han hälsades välkommen av kommunfullmäktiges ordförande Göte Carlsson. Efter besöket restes en minnessten med datum för besöket och kungens namnteckning.

## Samhället
I Edsbruk finns Västra Eds kyrka, en mataffär, förskolan Rävkullen samt låg- och mellanstadieskolan Ringeltaubska skolan. I anslutning till skolan finns även ett kombinerat skol- och folkbibliotek. I samhället finns också en föreningsdriven fritidsgård. I Storsjön finns en kommunal badplats. Kommunal äldreomsorg finns på äldreboendet Edshöjden.

### Bilder från Eds bruk, järnbruksområdet

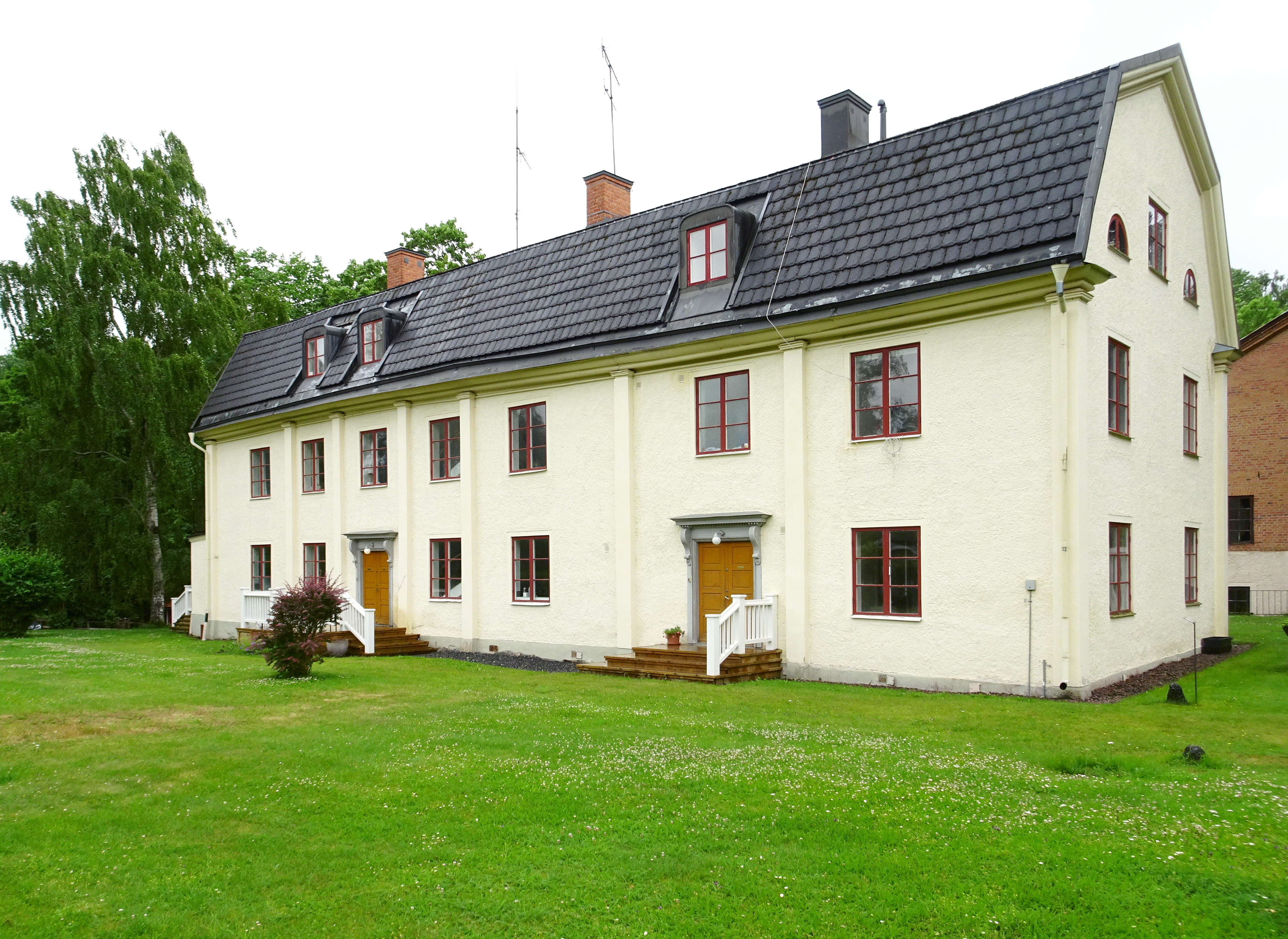
Eds bruk Herrgård
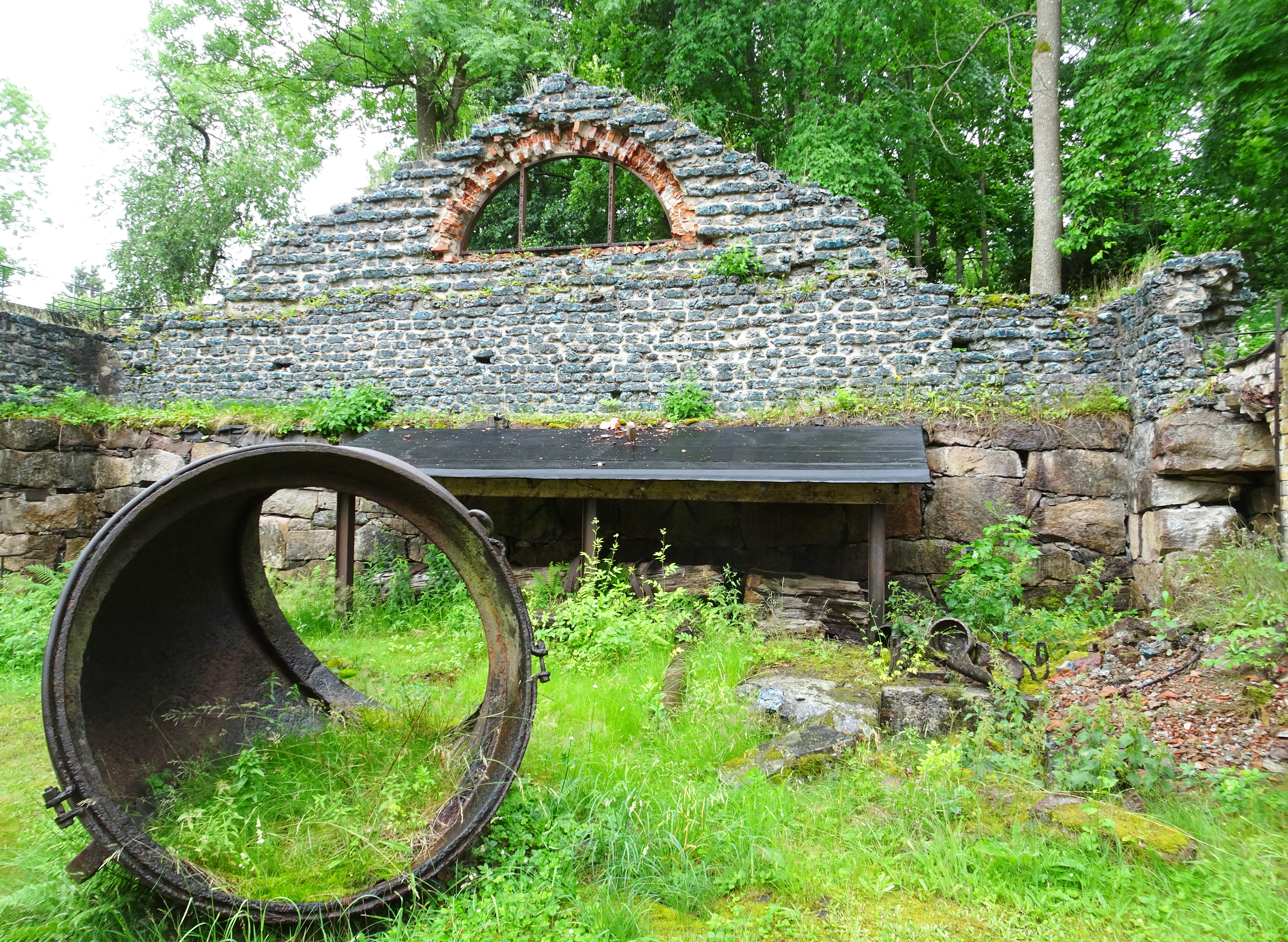
Gamla järnbrukets hammarsmedjasmedja idag ruin med bevarad södra gavel.
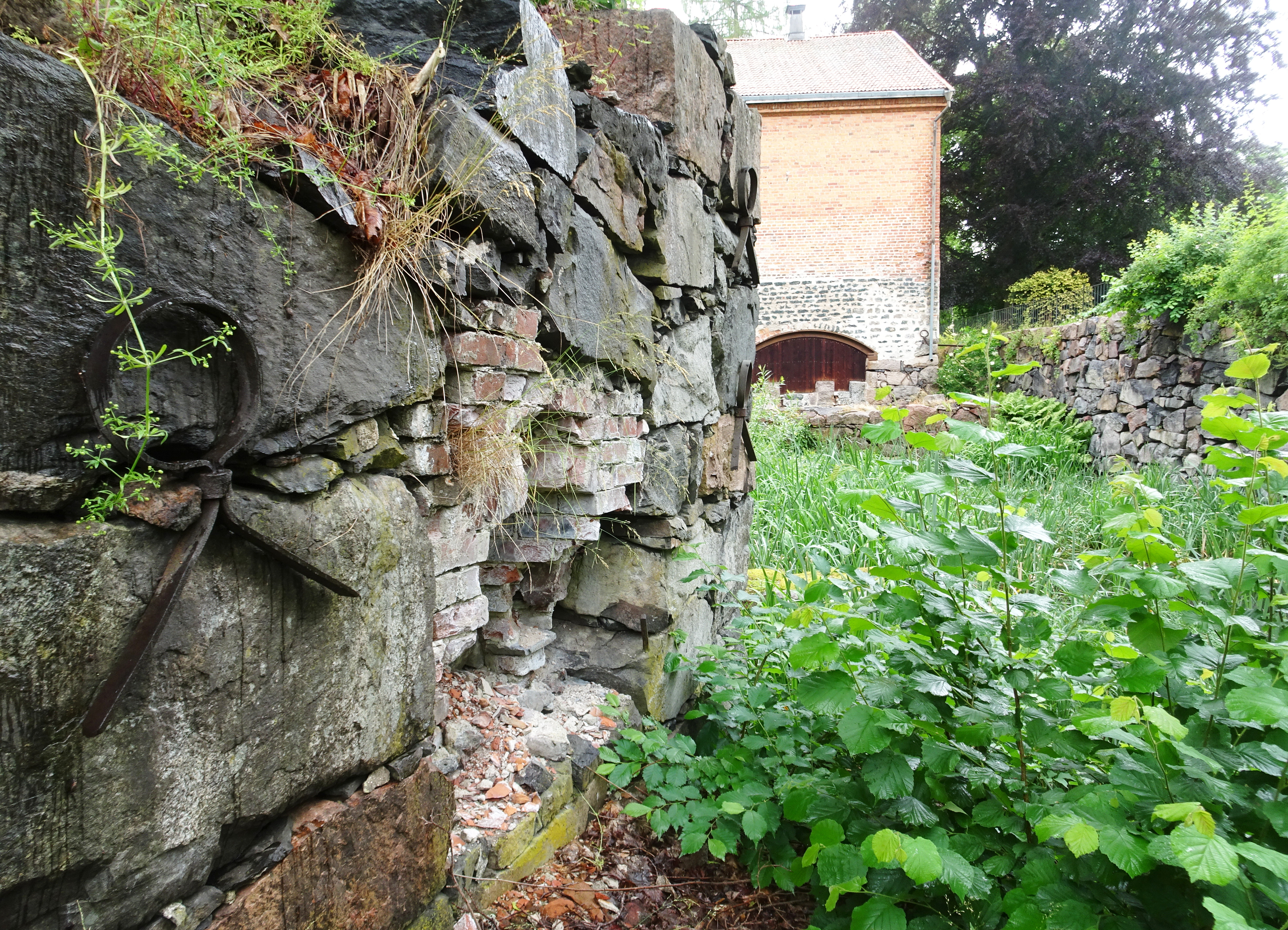
Masugnsväggen, i bakgrunden kvarnen.
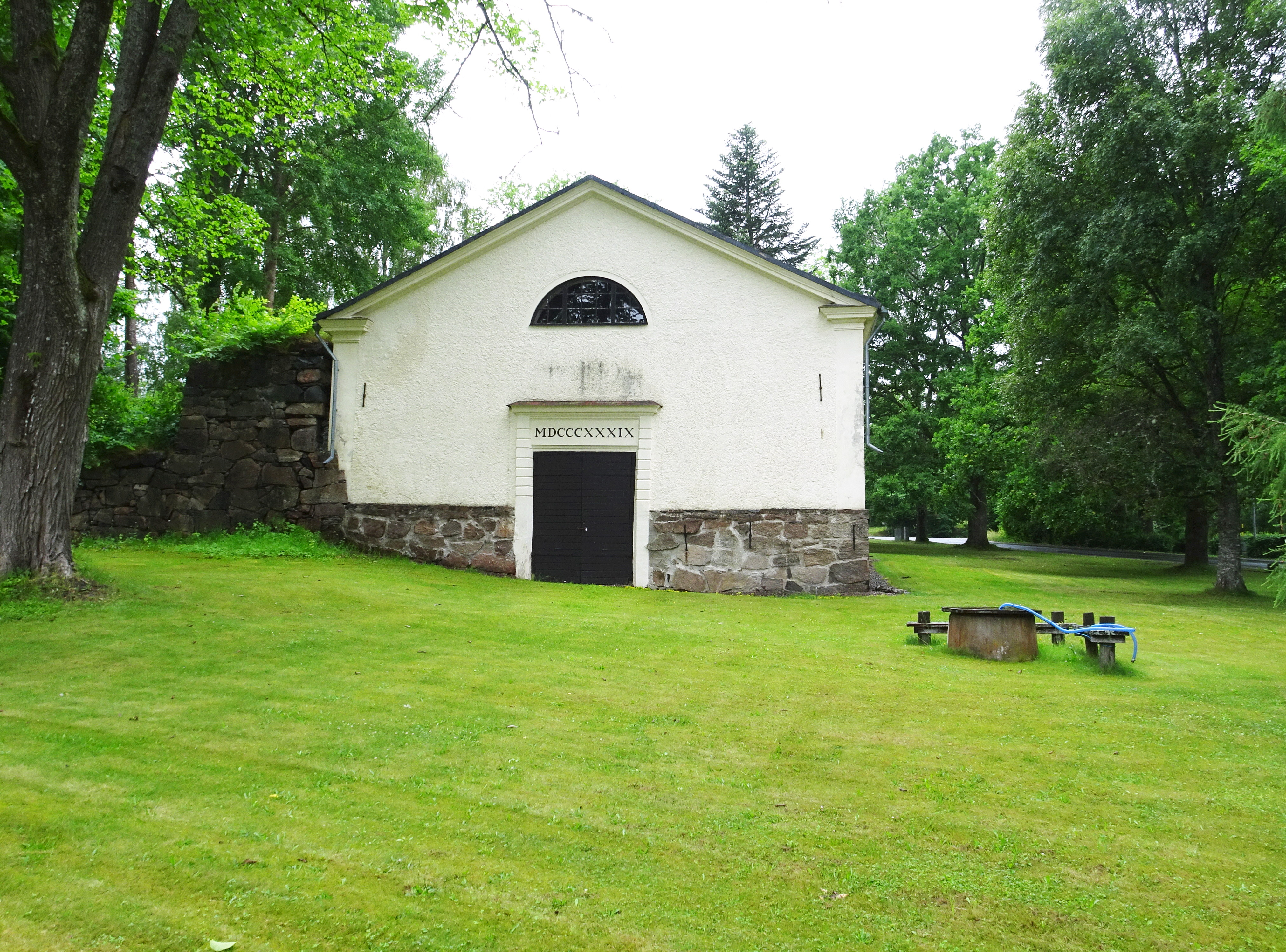
Järnboden,järbrukets färdigvarulager och stall för hästar och oxar, ombyggt renoverat (MDCCCXXXIX = 1839).
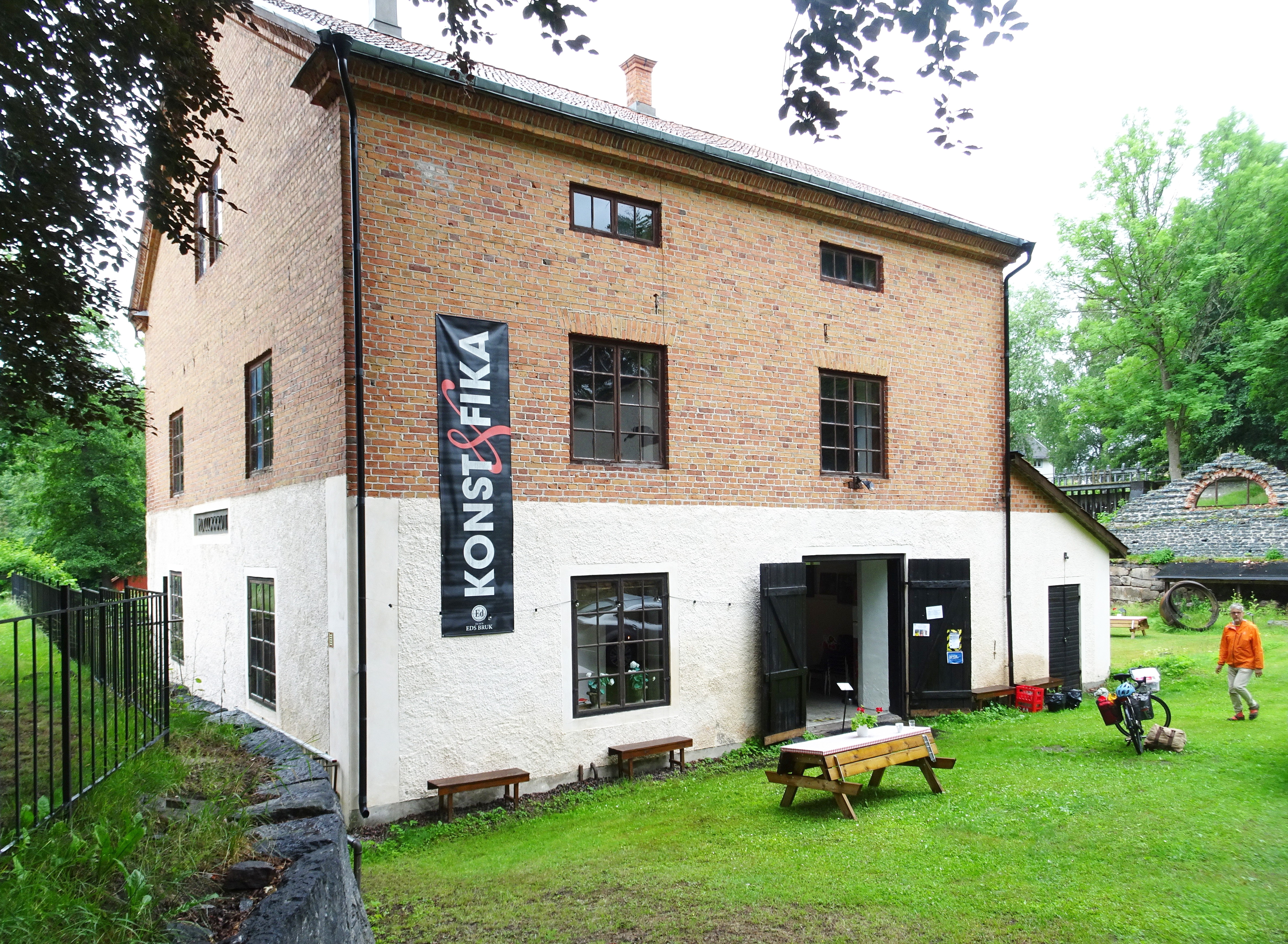
Eds bruks ”nya” vattenkvarn från ca 1838 i drift till ca 1960 numera "Konst & Fika".

### Befolkningsutveckling
| Befolkningsutvecklingen i Edsbruk 1960–2020 | Befolkningsutvecklingen i Edsbruk 1960–2020 | Befolkningsutvecklingen i Edsbruk 1960–2020 | Befolkningsutvecklingen i Edsbruk 1960–2020 | Befolkningsutvecklingen i Edsbruk 1960–2020 |
| ------------------------------------------- | ------------------------------------------- | ------------------------------------------- | ------------------------------------------- | ------------------------------------------- |
|                                             |                                             |                                             |                                             |                                             |
| År                                          |                                             |                                             | Folkmängd                                   | Areal (ha)                                  |
| 1960                                        | 1960                                        |                                             | 614                                         |                                             |
| 1965                                        | 1965                                        |                                             | 580                                         |                                             |
| 1970                                        | 1970                                        |                                             | 576                                         |                                             |
| 1975                                        | 1975                                        |                                             | 538                                         |                                             |
| 1980                                        | 1980                                        |                                             | 536                                         |                                             |
| 1990                                        | 1990                                        |                                             | 395                                         | 72                                          |
| 1995                                        | 1995                                        |                                             | 346                                         | 72                                          |
| 2000                                        | 2000                                        |                                             | 298                                         | 72                                          |
| 2005                                        | 2005                                        |                                             | 311                                         | 72                                          |
| 2010                                        | 2010                                        |                                             | 300                                         | 72                                          |
| 2015                                        | 2015                                        |                                             | 324                                         | 70                                          |
| 2020                                        | 2020                                        |                                             | 303                                         | 68                                          |
|                                             |                                             |                                             |                                             |                                             |

## Kommunikationer
Orten saknar järnvägsförbindelser men busslinje 22 trafikerar Öndal-Edsbruk-Ukna-Överum och busslinje 23 Edsbruk-Björnsholm-Gamleby-Västervik. Ett par mil söderut ligger Gamleby, varifrån tågförbindelse med Tjustbanan går till Linköping. I Gamleby stannar även reguljärbussar.
Längre tillbaka i tiden trafikerades Storsjön av ångfartyget Kurir. Från järnvägsstationen i den närbelägna orten Storsjö transporterades passagerare, post och styckegods till hemmabryggan i Edsbruk, "Edabryggan". Fartyget lade även till vid de stora gårdarna utmed sjön, Vinäs, Bankestad och Marieholm.

## Idrott
Orten har en idrottsförening vid namn Edsbruks IF.

## Sevärdheter
I Edsbruk ligger Västra Eds gamla kyrka, en kyrkoruin med anor från 1100-talet.
Eds bruk järnbruk från 1670, bruksmiljö med herrgård, kasernen (bostäder), vattenkvarn, järnbod, tvättstuga samt ruiner efter hammarsmedja, masugn, rostugn m.m.

## Personer med anknytning till orten
- Jacob Cederström, militär, politiker och ämbetsman
- Carl Dahlström, smed och riksdagsman
- Thure Ekenstam, riksdagsman
- Börje Ekholm, företagsledare
- Carl Gripenstedt, friherre, godsägare och politiker
- Carl Hallström, biskop
- Carl Mauritz Lewenhaupt, greve, militär, riksråd och fältmarskalk
- Alfred de Maré, bruksägare och riksdagsman
- Carl Nordenfalk, politiker och ämbetsman
- Daniel Mobaeck, fotbollsspelare
- Emil Key, politiker och godsägare, far till Ellen Key
- Johan Stenhammar, skald
- Christian Stenhammar, präst och naturforskare
- Matthias Stenhammar, präst och riksdagsman

### Fotnoter
1. 1 2  Statistiska tätorter 2023, befolkning, landareal, befolkningstäthet per tätort, SCB, 28 november 2024, läs online.[källa från Wikidata]
2. ↑  Befolkning i tätorter 1960-2010, SCB, läs online, läst: 11 oktober 2013.[källa från Wikidata]
3. ↑  Kodnyckel för SCB:s statistiska tätorter och småorter - Koppling mellan gammalt och nytt kodsystem, SCB, 11 november 2021, läs online.[källa från Wikidata]
4. ↑  Kempe 1985, s. 110.
5. ↑  Eds historia Västra Eds Socken informationstavla kyrkoruinen Eds bruk
6. 1 2 3  Med Skogen som bakgrund, Glimtar från Eds bruk i Tjust, Lars Magnus Håkansson, Utgiven av Eds Cellulosafabriks AB i 1 000 ex 1954, tryckt AB Östgöta Correspondentens Boktryckeri 1954.
7. ↑  Eds historia
8. ↑  Kempe 1985, s. 110–111.
9. 1 2  Håkansson, Lars Magnus (1954). Skogen som bakgrund – Glimtar från Eds bruk i Tjust. Eds Cellulosafabriks AB
10. 1 2  Edberg, Bengt O (2003). Vingslag över Edsbruk (2). Västervik: AB CO Ekblad & Co
11. ↑  ”Konst & Fika – Edsbruk”. Facebook. http://www.facebook.com/konstochfika.
12. ↑  ”Edsbruk mekaniska”. Arkiverad från originalet den 17 maj 2014. https://web.archive.org/web/20140517025007/http://edsbrukmekaniska.se/. Läst 16 juni 2014.
13. ↑  Johansson, Eva (7 september 2011). ”Kungen kom till Edsbruk”. Västerviks-Tidningen. Arkiverad från originalet den 15 maj 2012. https://web.archive.org/web/20120515132723/http://www.vt.se/ovrigt/folkbild/?articleid=6044507. Läst 5 mars 2012.
14. ↑  ”Coop Edsbruk”. Coop. Arkiverad från originalet den 8 juli 2010. https://web.archive.org/web/20100708222658/http://www.coop.se/Butiker-varor--erbjudanden/Butiker-import/Coop-Nara/Coop-Nara-Edsbruk/. Läst 11 januari 2012.
15. ↑  ”Rävkullen”. Västerviks kommun. Arkiverad från originalet den 21 februari 2014. https://web.archive.org/web/20140221224406/http://forskola.vastervik.se/Ravkullen/Skrivbord/Om%20oss?Templates=eduDesk&Site=Ravkullen. Läst 11 januari 2012.
16. ↑  ”Ringeltaubska skolan”. Västerviks kommun. Arkiverad från originalet den 21 februari 2014. https://web.archive.org/web/20140221224406/http://skola-ringeltaubska.vastervik.se/Skrivbord/Om%20skolan?templates=eduPage. Läst 11 januari 2012.
17. ↑  Brandel, Jan (25 oktober 2011). ”Bibliotek”. Västerviks kommun. Arkiverad från originalet den 25 augusti 2010. https://web.archive.org/web/20100825030246/http://www.vastervik.se/templates/VVKommun_Page.aspx?id=3917. Läst 11 januari 2012.
18. ↑  ”Fritidsgårdar”. Västerviks kommun. Arkiverad från originalet den 10 juni 2011. https://web.archive.org/web/20110610052439/http://www.vastervik.se/templates/VVKommun_Page.aspx?id=1974. Läst 11 januari 2012.
19. ↑  ”Badplatser”. Västerviks kommun. Arkiverad från originalet den 7 augusti 2011. https://web.archive.org/web/20110807101842/http://www.vastervik.se/templates/VVKommun_Page.aspx?id=2536. Läst 11 januari 2012.
20. ↑  ”Edshöjden”. Västerviks kommun. Arkiverad från originalet den 25 augusti 2010. https://web.archive.org/web/20100825142611/http://www.vastervik.se/templates/VVKommun_Page.aspx?id=5148. Läst 11 januari 2012.
21. ↑  ”Landareal per tätort, folkmängd och invånare per kvadratkilometer. Vart femte år 1960 - 2016”. Statistiska centralbyrån. Arkiverad från originalet den 13 juni 2017. https://web.archive.org/web/20170613011648/http://www.statistikdatabasen.scb.se/pxweb/sv/ssd/START__MI__MI0810__MI0810A/LandarealTatort/?rxid=ff9309f9-7ecb-480f-a73c-08d86b3e56f8. Läst 18 maj 2017.
22. ↑  ”Statistiska centralbyrån - Folkmängd i tätorter 1960-2005”. Arkiverad från originalet den 23 juni 2011. https://www.webcitation.org/5zewoamwt?url=http://www.scb.se/statistik/MI/MI0810/2005A01x/MI0810_2005A01x_SM_MI38SM0703.pdf. Läst 13 december 2010.
23. ↑  ”Landsbygdstrafik”. KLT. Arkiverad från originalet den 13 november 2011. https://web.archive.org/web/20111113064944/http://www.klt.se/Hitta-din-resa/Vastervik/Landsbygdstrafik/. Läst 8 december 2011.
24. ↑  Blom, Fredrik (1 september 2011). ”Resa”. Västerviks kommun. Arkiverad från originalet den 7 februari 2012. https://web.archive.org/web/20120207043542/http://www.vastervik.se/templates/VVKommun_Page.aspx?id=1366. Läst 11 januari 2012.
25. ↑  ”Västra Ed”. Tjustforum. Arkiverad från originalet den 8 februari 2012. https://web.archive.org/web/20120208113228/http://www.tjustforum.se/VaEd-vastraEd.shtml. Läst 11 januari 2012.
26. ↑  ”Edsbruks IF”. Idrottonline.se. Arkiverad från originalet den 25 maj 2012. https://archive.is/20120525181555/http://www7.idrottonline.se/EdsbruksIF-Friidrott/Hem/. Läst 22 augusti 2012.
27. ↑  ”Edsbruk Kvarnen”. http://www.facebook.com/konstochfika.
28. ↑  ”Edsbruk”. http://www.facebook.com/edsbruk.